# 5532 Ichinohe
5532 Ichinohe eller 1932 CY är en asteroid i huvudbältet som upptäcktes den 14 februari 1932 av den tyske astronomen Karl Wilhelm Reinmuth i Heidelberg. Den har fått sitt namn efter den japanske astronomen Naozo Ichinohe.
Asteroiden har en diameter på ungefär 17 kilometer.